# Myrmoderus ferrugineus
El hormiguero ferruginoso u hormiguero lomirrufo (en Venezuela) (Myrmoderus ferrugineus), también denominado hormiguero de lomo rufo, es una especie de ave paseriforme de la familia Thamnophilidae perteneciente al género Myrmoderus. Anteriormente formaba parte del amplio género Myrmeciza, de donde fue separado recientemente, en 2013. Es nativo del escudo guayanés y del centro de la cuenca amazónica en Sudamérica.

## Distribución y hábitat
Se distribuye desde el extremo este de Venezuela, por Guyana, Surinam, Guayana francesa hasta el noreste de la Amazonia brasileña, y hacia el sur hasta el centro sur de la Amazonia brasileña. Ver más detalles en Subespecies.
Esta especie es bastante común en el suelo o cerca, en el sotobosque de selvas húmedas de terra firme, hasta los 550 m de altitud.

## Descripción
En promedio mide 15 cm de longitud. El rasgo más notable de esta ave es el área azul brillante alrededor de los ojos. Sus patas y la mandíbula inferior son también de color azul. La parte superior es de color castaño y tiene dos bandas del mismo color bordeadas en beige en las alas. Las mejillas y el pecho son de color más oscuro delimitado por una línea blanca que, partiendo desde detrás del ojo, va hacia atrás. La hembra tiene una mancha blanca en la garganta, de la que carece el macho.
Se encuentran generalmente en parejas en el suelo del bosque.

## Sistemática

### Descripción original
La especie M. ferrugineus  fue descrita por primera vez por el naturalista alemán Philipp Ludwig Statius Müller en 1776 bajo el nombre científico Turdus ferrugineus; localidad tipo «Cayena, Guayana francesa».

### Etimología
El nombre genérico masculino «Myrmoderus» deriva del griego «murmos»: hormiga y «derō»: azote, garrote; significando «destruidor de hormigas»; y el nombre de la especie «ferrugineus», del latín: ferruginoso, de color de herrumbre.

### Taxonomía
Los amplios estudios de Isler et al. (2013) confirmaron lo que diversos autores ya habían sugerido: que el género Myrmeciza era altamente polifilético. En relación con las entonces Myrmeciza ferruginea, M. ruficauda, M. loricata y M. squamosa, Isler et al. 2013 demostraron que formaban un clado bien definido, distante del resto de Myrmeciza, al que denominaron  «clado ferruginea», dentro de una tribu Pyriglenini. Para resolver esta cuestión taxonómica, propusieron agrupar estas cuatro especies en el género resucitado Myrmoderus. En la Propuesta N° 628 al Comité de Clasificación de Sudamérica (SACC), se aprobó este cambio, junto a todos los otros envolviendo el género Myrmeciza.

### Subespecies
Según la clasificación del Congreso Ornitológico Internacional (IOC) y Clements Checklist v.2017, se reconocen dos subespecies, con su correspondiente distribución geográfica:
- Myrmoderus ferrugineus ferrugineus (Statius Müller, 1776) – este de Venezuela (este de Bolívar al este del río Caroní), las Guayanas y noreste de la Amazonia brasileña al norte del río Amazonas (a oriente de los ríos Branco y Negro).
- Myrmoderus ferrugineus elutus (Todd, 1927) – centro sur de la Amazonia brasileña al sur del río Amazonas, entre los bajos ríos Madeira y Tapajós hacia el sur hasta el río Roosevelt y alto río Marmelos.

## Curiosidades
El hormiguero ferruginoso apareció en 2003 en un sello de correos de Surinam.